# 伯恩賽德大道
伯恩賽德大道（英語：Burnside Avenue）位於美國康乃狄克州哈特福縣境內，為聯絡東哈特福德與曼徹斯特之間的主要道路，乘載44號美國國道。

## 地理
伯恩賽德大道的座標為41°46′45″N 72°38′39″W / 41.77917°N 72.64417°W，而該地的平均海拔高度為53米（即172英尺）。